# Lijst van voetbalinterlands Guinee-Bissau - Namibië
Deze lijst van voetbalinterlands is een overzicht van alle officiële voetbalwedstrijden tussen de nationale teams van Guinee-Bissau en Namibië. De landen speelden tot op heden twee keer tegen elkaar. De eerste ontmoeting, een kwalificatiewedstrijd voor de Afrika Cup 2019, werd gespeeld in Bissau op 10 juni 2017. Het laatste duel, de returnwedstrijd in dezelfde kwalificatiereeks, vond plaats op 17 november 2018 in Windhoek

## Wedstrijden
| № | Plaats   | Datum            | Competitie                   | Wedstrijd               | Uitslag |
| - | -------- | ---------------- | ---------------------------- | ----------------------- | ------- |
| 1 | Bissau   | 10 juni 2017     | Afrika Cup 2019 kwalificatie | Guinee-Bissau − Namibië | 1 − 0   |
| 2 | Windhoek | 17 november 2018 | Afrika Cup 2019 kwalificatie | Namibië − Guinee-Bissau | 0 − 0   |

## Samenvatting
| Competitie              | Totaal gespeeld | Winst Guinee-Bissau | Gelijk | Winst Namibië | Doelsaldo Guinee-Bissau – Namibië |
| ----------------------- | --------------- | ------------------- | ------ | ------------- | --------------------------------- |
| Afrika Cup-kwalificatie | 2               | 1                   | 1      | 0             | 1 − 0                             |
| Totaal                  | 2               | 1                   | 1      | 0             | 1 − 0                             |

FFGB · 
Guinee-Bissaus vrouwenelftal
Interlands
Tegenstander:
Algerije ·
Angola ·
Benin ·
Botswana ·
Burkina Faso ·
Centraal-Afrikaanse Republiek ·
Congo-Brazzaville ·
Djibouti ·
Egypte ·
Equatoriaal-Guinea ·
Ethiopië ·
Gabon ·
Gambia ·
Ghana ·
Guinee ·
Ivoorkust ·
Kaapverdië ·
Kameroen ·
Kenia ·
Liberia ·
Mali ·
Marokko ·
Mauritanië ·
Mozambique ·
Namibië ·
Nigeria ·
Oeganda ·
Sao Tomé en Principe ·
Senegal ·
Sierra Leone ·
Soedan ·
Swaziland ·
Togo ·
Zambia ·
Zuid-Afrika
NFA · 
Namibisch vrouwenelftal
1990 – 1999 ·
2000 – 2009 ·
2010 – 2019 ·
2020 − 2029
1990 · 
1991 · 
1992 · 
1993 · 
1994 · 
1995 · 
1996 · 
1997 · 
1998 · 
1999 · 
2000 · 
2001 · 
2002 · 
2003 · 
2004 · 
2005 · 
2006 · 
2007 · 
2008 · 
2009 · 
2010 · 
2011 · 
2012 · 
2013 · 
2014 ·
2015 ·
2016 ·
2017 ·
2018 ·
2019 ·
2020 ·
2021 ·
2022 ·
2023
Algerije ·
Angola ·
Benin ·
Botswana ·
Burkina Faso ·
Burundi ·
Comoren ·
Congo-Brazzaville ·
Congo-Kinshasa ·
Djibouti ·
Egypte ·
Equatoriaal-Guinea ·
Eritrea ·
Ethiopië ·
Gabon ·
Gambia ·
Ghana ·
Guinee ·
Guinee-Bissau ·
India ·
Ivoorkust ·
Kameroen ·
Kenia ·
Lesotho ·
Libanon ·
Liberia ·
Libië ·
Madagaskar ·
Malawi ·
Mali ·
Marokko ·
Mauritius ·
Mozambique ·
Niger ·
Nigeria ·
Oeganda ·
Rwanda ·
Saoedi-Arabië ·
Sao Tomé en Principe ·
Senegal ·
Seychellen ·
Swaziland ·
Tanzania ·
Togo ·
Tsjaad ·
Tunesië ·
Zambia ·
Zimbabwe ·
Zuid-Afrika